# Agalloch
Agalloch ist eine US-amerikanische Dark-Metal-/Doom-Metal-Band aus Portland, Oregon. Der Name ist vom lateinischen Namen Agallochum malaccense für den Adlerholzbaum abgeleitet.

## Bandgeschichte
Frustriert über die Fehlschläge ihrer ersten Projekte gründeten John Haughm und Shane Breyer im Jahr 1996 Agalloch. Während des Sommers zogen sie Don Anderson hinzu, um mit seiner Hilfe die Lieder zu verfeinern. Die Songs wurden später im Herbst auf dem Demotape From Which of This Oak veröffentlicht, welches auf 200 Kopien limitiert war und sehr viel mehr Black-Metal-Einfluss als die folgenden Alben zeigte. Kurz nach der Aufnahme kam Jason William Walton als Bassist hinzu.
1998 nahm die Band ein Demo auf, um bei einem Label unter Vertrag gestellt zu werden. Auf diesem Demo befand sich Material, das in überarbeiteter Form auch noch auf den folgenden Alben Verwendung finden sollte. Das Demo erregte die Aufmerksamkeit von The End Records und so kam ein Vertrag zustande. Als Ergebnis dieser Zusammenarbeit erschien im Juni 1999 das Debütalbum Pale Folklore. Es hatte weniger Black-Metal-Einflüsse als die Demokassette, dafür aber wesentlich mehr Folklore- und Neoklassikeinflüsse. Nachdem die Aufnahme komplett war, distanzierte sich Breyer von der Band.
Nach einer Ruhepause veröffentlichte die Band eine EP mit bis dahin unveröffentlichtem Material aus den Jahren 1998 bis 2001, das den Namen Of Stone, Wind and Pillor trug, welches wieder mehr Folklore- und verzerrte Gesangselemente beinhaltete. Auf der EP befindet sich auch eine Coverversion des Songs Kneel to the Cross der Band Sol Invictus.
Zwischen 2001 und 2002 nahm Agalloch das Album The Mantle auf, welches mehr Postrock-Einflüsse als die vorangegangenen Alben in sich vereinte. Das Album stellte den Durchbruch für Agalloch dar, da sie nun auch die Aufmerksamkeit von Mainstream-Magazinen auf sich zogen. Nach der Veröffentlichung trat Agalloch am 6. März 2003 in Portland, Oregon erstmals auf. Danach folgten noch einige Konzerte im März sowie eine Tour entlang der Westküste der Vereinigten Staaten im Mai.
2003 wurde die EP Tomorrow Will Never Come veröffentlicht und im Jahr darauf The Grey. Auf diesen EPs zeigte sich Agalloch von einer sehr experimentellen Seite. Auf den EPs befanden sich neu gemixte und unbearbeitete/überarbeitete Stücke aus dem Album The Mantle. Auf Tomorrow Will Never Come befand sich außerdem ein gleichnamiges, bis dahin unveröffentlichtes Stück.
2004 gab Agalloch einige Konzerte an der amerikanischen Ostküste, einige davon in Toronto, Kanada.
2004 wurde eine Picture Disc zusammen mit der finnischen Band Nest veröffentlicht. Darin verarbeitet Agalloch mehr Neofolk-Einflüsse, während Nest eher zum Ambient tendiert und die Unterstützung von Gitarre und Gesang von Haughm und Anderson nutzt.
Im August 2006 wurde das dritte Album Ashes Against the Grain veröffentlicht. 2008 erschien die EP The White, auf dem fast keine Metal-Elemente zu finden sind, sowie The Demonstration Archive: 1996–1998, auf welchem Songs der beiden Demos und Of Stone, Wind and Pillor zu finden sind.
2009 wurde das Demo From Which of This Oak als Picture Disc wiederveröffentlicht. Noch im selben Jahr erschien die Videoaufnahme eines Liveauftrittes 2008 in Belgien als Livealbum The Silence of Forgotten Landscapes.
Am 19. November 2010 erschien das vierte Album Marrow of the Spirit. Schlagzeuger Aesop Dekker war hier erstmals auf einem Album Agallochs zu hören. Im Dezember folgte, begleitend zu dem neuen Album, eine Tour an der amerikanischen Westküste, 2011 eine Tour an der Ostküste. Zwischen April und Mai 2013 fand eine Tour durch Europa statt.
Im Juni 2016 wurde die Band aufgrund interner Konflikte offiziell aufgelöst. Mit der Ankündigung eines Reunion-Konzertes auf dem Prophecy Fest, kam es im April 2023 überraschend zur Wiedervereinigung der Band im originalen Line Up.

## Stil
Die Musik Agallochs zeichnet sich dadurch aus, dass sich die Gesangspassagen und Instrumente teils schwer überlagern. Die Musik wird wegen ihrer ruhigen, melancholischen Stimmung häufig als atmosphärisch oder unheimlich beschrieben.
Obwohl Agalloch normalerweise unter Folk-, Dark- oder Doom Metal eingeordnet wird, enthält ihre Musik andere regelmäßig wieder auftauchende Einflüsse, von Neofolk über Dark Ambient bis hin zu Postrock. Ein allgemeines Thema, das sich in den Bildern und in der Musik Agallochs widerspiegelt, sind zudem heidnische und pantheistische Inhalte. Musikalisch ist die Band auch vom Black Metal beeinflusst, jedoch enthalten die Texte keine für dieses Genre üblichen satanistischen Bezüge.
In einem Interview 1999, das mit Dan Tobin, Jason William Walton und John Haughm geführt wurde, haben die Bandmitglieder Einflüsse der Bands Katatonia, Ulver, The 3rd and the Mortal, Swans und Godspeed You! Black Emperor genannt.

## Galerie

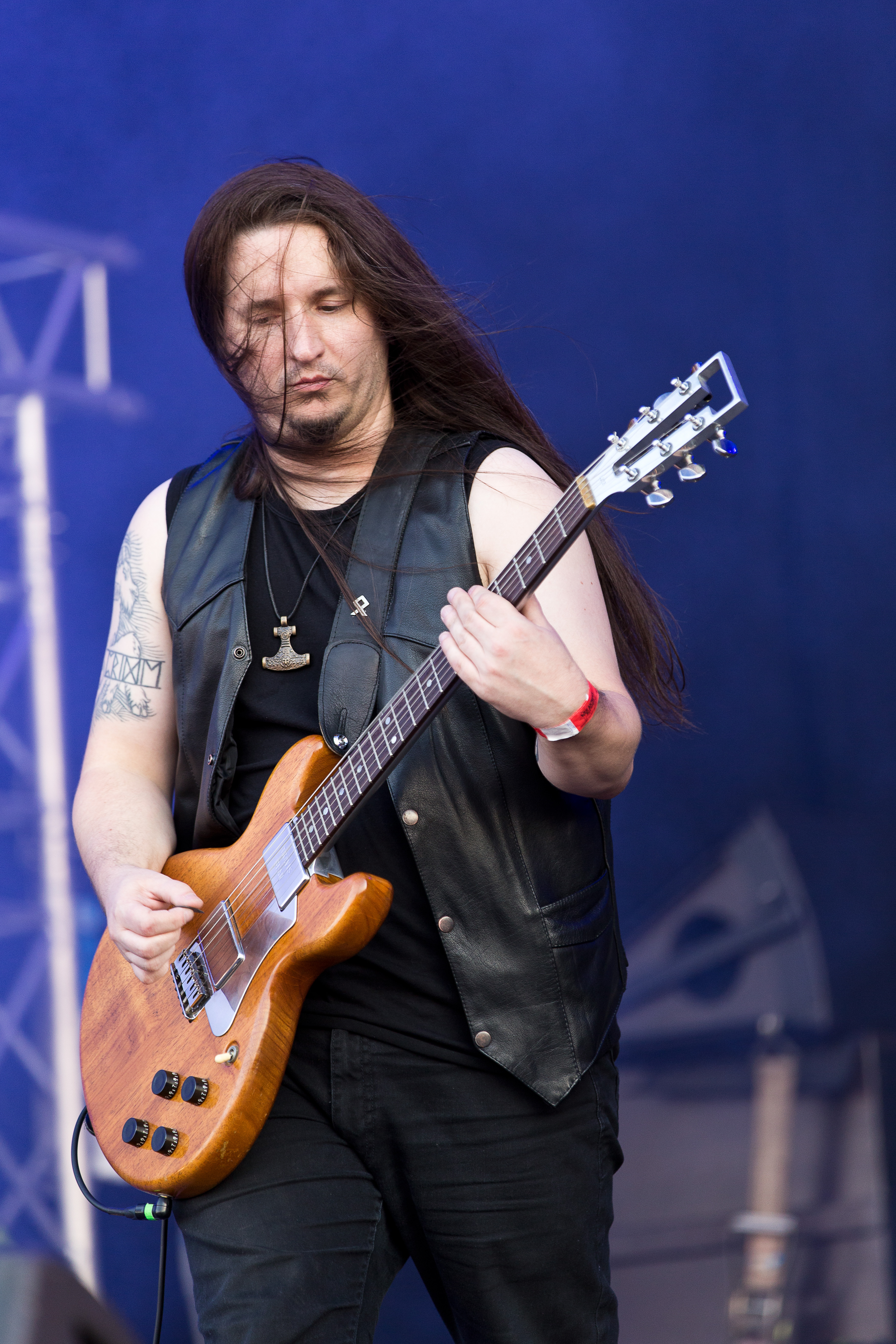
John Haughm beim Party.San 2015
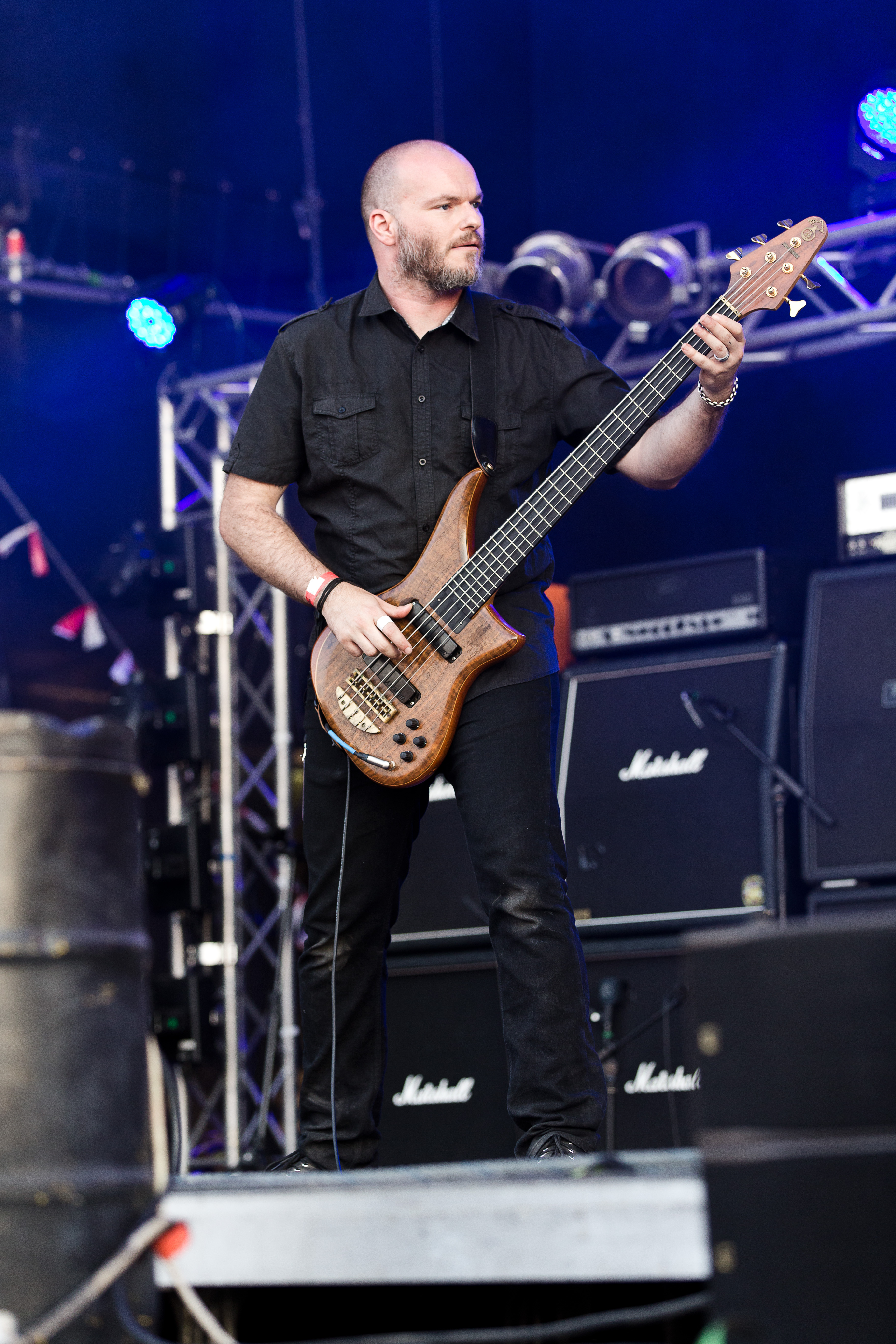
Jason William Walton beim Party.San 2015
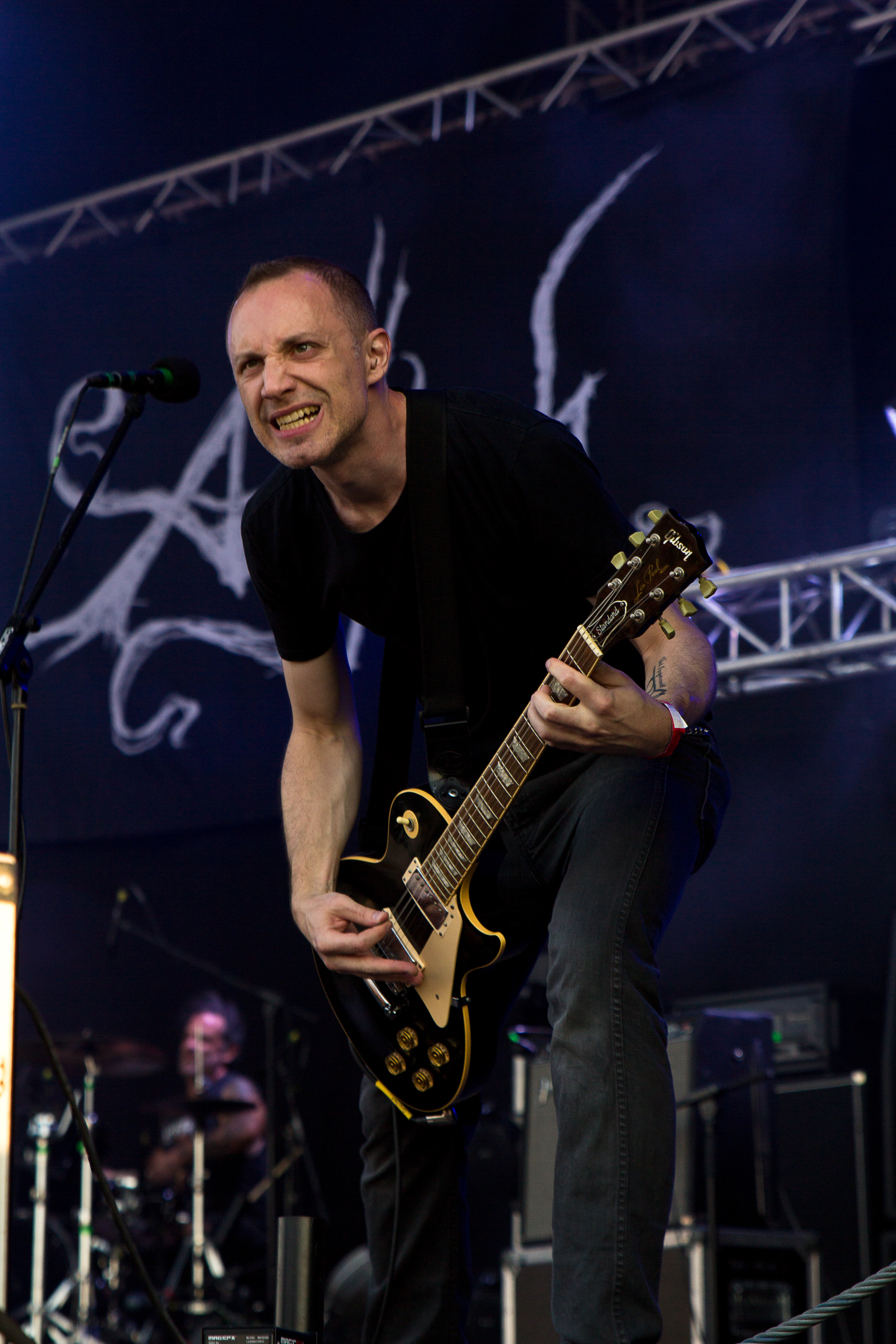
Don Anderson beim Party.San 2015
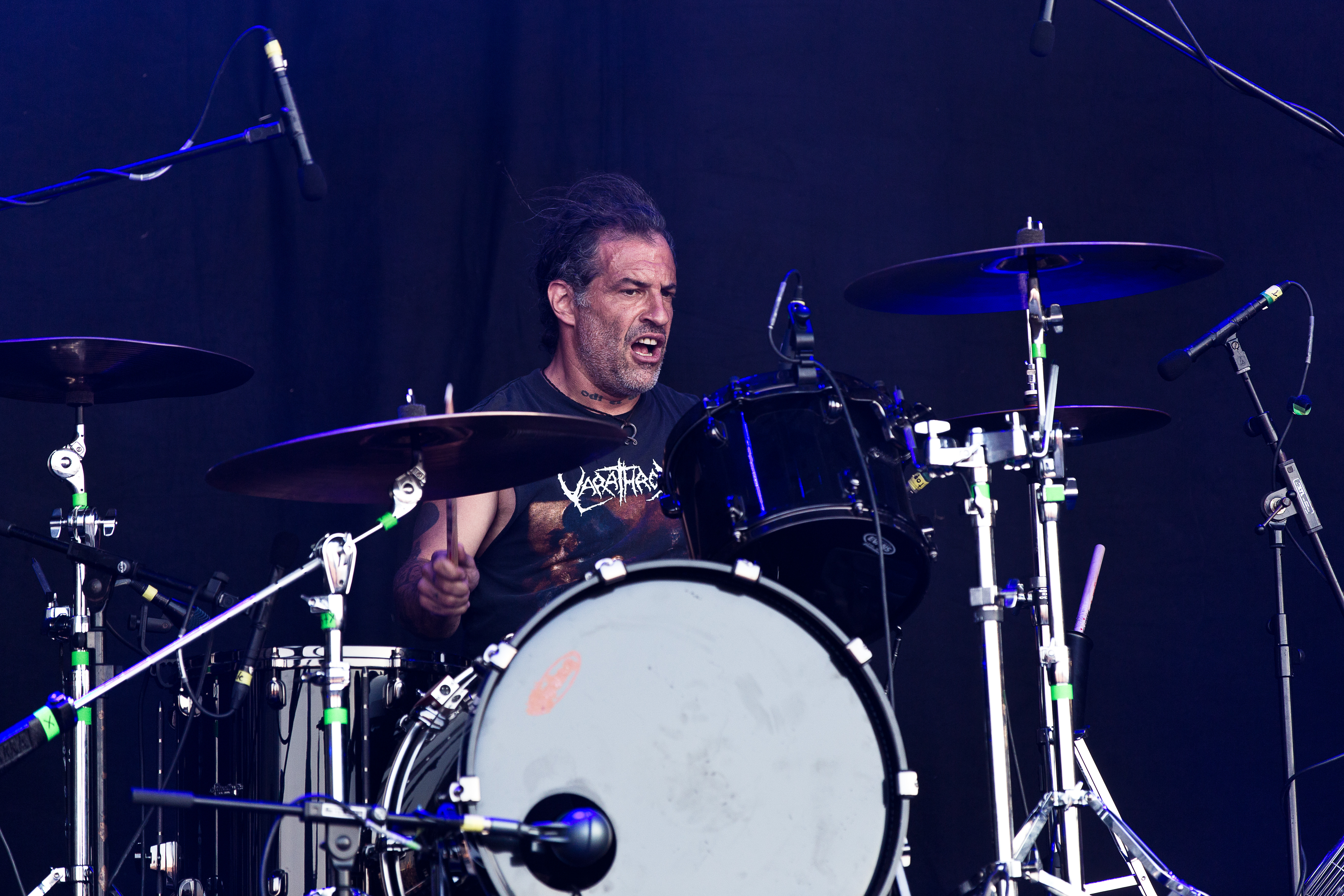
Aesop Dekker beim Party.San 2015

## Diskografie

### Demos
- 1996: From Which of This Oak (MC, ltd. auf 200 St.)
- 1998: Promo 98 (MC, nur für Labels – ltd. auf 30 St.)

### Alben
- 1999: Pale Folklore
- 2002: The Mantle
- 2006: Ashes Against the Grain
- 2010: Marrow of the Spirit
- 2014: The Serpent & The Sphere

### EPs
- 2001: Of Stone, Wind and Pillor (ltd. auf 2500 Stück)
- 2003: Tomorrow Will Never Come
- 2004: The Grey (ltd. auf 1000 Stück)
- 2008: The White (ltd. auf 2000 Stück)
- 2011: WhiteDivisionGrey (quasi Wiederveröffentlichung, beinhaltet die beiden EPs The Grey und The White)
- 2012: Faustian Echoes

### DVDs
- 2009: The Silence of Forgotten Landscapes

### Sonstiges
- 2004: The Wolves of Timberline (Split mit Nest, ltd. auf 1000 Stück, Picture Disc)
- 2008: The Demonstration Archive: 1996–1998 (Best of)
- 2010: The Compendium Archive (Best of, ltd. auf 250 Stück)
- 2010: Agalloch Wooden Box
- 2010: Beteiligung an der Kompilation Der Wanderer über dem Nebelmeer (ltd. auf 1000 Stück)[3]
- 2010: Beteiligung an der Kompilation Oak Folk